# Henryk Latocha
Henryk Jan Latocha (ur. 8 czerwca 1943 w Bieruniu Starym) – polski piłkarz, obrońca. Długoletni piłkarz Górnika Zabrze.
Karierę zaczynał w rodzinnej miejscowości, w klubie Unia Bieruń Stary. Zanim w 1965 roku trafił do Górnika grał w Piaście Gliwice i Górniku Lędziny. W Zabrzu spędził osiem lat, w tym okresie zdobył cztery tytuły mistrza Polski (1966, 1967, 1971, 1972) i pięciokrotnie triumfował w Pucharze Polski. W 1970 zagrał w przegranym z Manchester City finale Pucharu Zdobywców Pucharów. W 1973 roku wyjechał do Rapidu Wiedeń, później grał także w GKS Katowice.
W reprezentacji Polski debiutował 1 maja 1968 w meczu z Holandią, ostatni raz zagrał w 1970 roku. Łącznie w biało-czerwonych barwach rozegrał 8 spotkań.